# Bernhard Salin
Carl Bernhard Salin, född 14 januari 1861 i Örebro, död 20 oktober 1931 i Stockholm, var en svensk arkeolog, kulturhistoriker och museiman. Han var son till byggmästaren Carl Salin och Anna Wohlfahrt. Han var bror till arkitekten Kasper Salin och halvbror till gynekologiprofessorn Mauritz Salin.
Bernhard Salin avlade mogenhetsexamen vid Nyköpings högre allmänna läroverk den 28 maj 1880 och blev därefter student vid Uppsala universitet, där han 1885 blev filosofie kandidat 1885 i nordiska språk, estetik med konst- och litteraturhistoria, latin, historia, statskunskap och astronomi. Han blev 1888 filosofie licentiat i konsthistoria och filosofie doktor i estetik 1890. Han antogs som extra ordinarie amanuens vid Statens historiska museum 1889, där han befordrades till andre amanuens 1902. Han blev intendent för Nordiska museet 1903 och var chef (styresman) för Nordiska museet 1905-1913 och för Skansen 1905-1912. Efter museiperioden verkade han som riksantikvarie 1913-1923, vilket innebar att han även blev chef för Statens historiska museum.
Salin var ursprungligen konsthistoriker, men intresserade sig för förhistorisk arkeologi, och som arkeolog deltog han bland annat vid utgrävningen i Siretorp i Blekinge 1915. Han ägnade sig senare åt religionshistoria, särskilt nordisk religionshistoria. Han var en internationellt erkänd specialist på djurornamentik. 1891 och 1892, 1894 och 1895 genomförde han under sammanlagt två års tid omfattande studieresor i mellersta och södra Europa. Som ett resultat av resorna publicerade han 1904 arbetet Altgermanische thierornamentik, som innehöll stilanalyser och undersökningar av de olika kulturströmningarna under folkvandringstiden.
Salin invaldes 1904 som ledamot av Vitterhetsakademien. Han är begraven på Norra begravningsplatsen i Stockholm.